# Trepalle
Trepalle est la frazione alpine la plus haute d'Italie. 
Elle compte 673 habitants (2008) et se trouve sur la commune de Livigno, à 2 069 m. La sainte patronne du village est Sant'Anna et la fête patronale a lieu le 26 juillet.
Les habitants de Trepalle sont appelés trepallini.